# Попелюшка (фільм, 2002)
«Попелюшка» (рос. Золушка) — українсько-російська комедія-мюзикл режисера Семена Горова 2003 року, знята за мотивами казки Шарля Перро.

## Сюжет
Спільний проект українського телеканалу «Інтер» та російського «Першого каналу» за сприянням компанії «Мелорама Продакшн», поширений на той момент жанр музичних кінострічок, присвячених певній події (найчастіше Новому року). У кінострічці багато зірок української та російської естради.
Фільм схожий на класичну «Попелюшку» радянського кіно. Це весела, злегка іронічна історія про юну дівчину, яку помикають самолюбна мачуха і дурні сестри.
Король (Валерій Леонтьєв) не може одружити свого сина (Микола Басков), який зайнятий тільки наукою. Астролог пророкує йому, що потрібно влаштувати Великий королівський бал. Попелюшка мріє потрапити туди, але її мачуха (Лоліта Мілявська) і сестри змушують її зшити їм сукні. Коли вбрання зшиті, дами тікають, залишивши Попелюшку з дорученнями. Але врешті-решт фея-хрещена допомагає щасливою дівчині потрапити на бал, але з однією умовою: вона повинна повернутися до полуночі. На балу Попелюшка зустрічає Принца, який в неї відразу закохався. Вони танцюють, веселяться, але настає північ і Попелюшка тікає, втрачаючи кришталеву туфельку. Тим часом її мачуха вимагає у Короля титул Королеви. Сестри потрапляють на концерт свого улюбленого співака Трубадура (Олег Скрипка).
Наступного дня Принц, сумуючи за Попелюшкою, вмовляє батька проїхати по містах і знайти по туфельці Принцесу. Вони доїжджають і до будинку Попелюшки. Сестри і мачуха, відштовхуючи Попелюшку, міряють туфельку, але вона нікому не підходить. А Попелюшка дістає свою туфельку і надягає обидві собі на ноги. Принц впізнав Попелюшку і в палаці відбулося весілля.
Фільм супроводжується веселими піснями.

## У ролях
| Актор                    | Роль                         |
| ------------------------ | ---------------------------- |
| Юлія Мавріна             | Попелюшка                    |
| Микола Басков            | Принц                        |
| Валерій Леонтьєв         | Король                       |
| Лоліта Мілявська         | Мачуха                       |
| Валерій Меладзе          | батько Попелюшки, годинникар |
| Андрій Данилко           | Брунгільда, старша сестра    |
| Інна Білоконь            | Дафна, молодша сестра        |
| Лариса Доліна            | Фея-хрещена мати             |
| Таїсія Повалій           | Сваха                        |
| Володимир Горянський     | Астролог                     |
| Віталій Лінецький        | Доктор                       |
| Ольга Сумська            | княгиня Матильда ту Се       |
| Олег Скрипка             | Трубадур                     |
| Грін Грей                | вікінги                      |
| ВІА Гра                  | іноземні принцеси            |
| Олексій Дівєєв-Церковний | глашатай                     |

## Знімальна група
- Режисер: Семен Горов
- Сценарист: Антон Фрідлянд
- Продюсери: Олександр Файфман, Влад Ряшин
- Оператор: Олексій Степанов
- Композитор: Костянтин Меладзе
- Художник: Михайло Левченко

## Пісні
- Песня Золушки (К. Меладзе) — Юлія Мавріна
- Я люблю себя (К. Меладзе) — Лоліта Мілявська
- Чего не могут люди (К. Меладзе) — Валерій Меладзе
- Не такой (К. Меладзе) — Валерій Леонтьєв
- Не спугните жениха (К. Меладзе) — Таїсія Повалій
- Я не поняла (К. Меладзе) — Андрій Данилко і ВІА Гра
- Зима, зима, зима (Д. Гольде/К. Меладзе) — Лариса Доліна
- Да (Green Grey) — Green Grey
- Доля (Д. Гольде/К. Меладзе) — Олег Скрипка
- Песня принца (К. Меладзе) — Микола Басков
- Свадьба (К. Меладзе) — Микола Басков і Юлія Мавріна